# Харгіта
Харгита (рум. Harghita) — румунський жудець у Трансильванії, у Карпатах. Адміністративний центр — місто М'єркуря-Чук. Площа 6639 км². Населення 326,2 тис. осіб (2002).

## Господарство
На повіт припадає 1,1 % промисловою і 1,2 % сільськогосподарської валовій продукції країни.
Видобуток мідної руди і залізняку.
Головні галузі оброблювальної промисловості — лісова і деревообробна (23 % промисловій продукції повіту), текстильна (21 %), швейна (18 %), харчова (12 %); машинобудування (10,5 %).
1/3 території повіту зайнята лісами. У сільськогосподарських угіддях переважають луги і пасовища. Посіви ячменю, пшениці, кукурудзи, вівса; з технічних культур — головним чином цукрового буряка. Садівництво (яблука, сливи). Картоплярство і овочівництво.
Поголів'я: великої рогатої худоби 152 тис. голів, свиней 63 тис., овець 227 тис. (1976).